# Д-38
Д-38 — советский опытный лёгкий колёсно-гусеничный артиллерийский танк межвоенного периода, разработанный Николаем Ивановичем Дыренковым. Был построен в единственном экземпляре.

## История
В 1931 году на вооружение РККА поступили колёсно-гусеничные танки БТ-2, оснащённые только пулемётным вооружением. Башня предусматривала установку 20-мм или 37-мм пушки, снаряды которой могли разрушать лёгкие укрепления и пробивать броню слабозащищённых танков и машин. В целях усиления огневой мощи инженер Н. И. Дыренков начал разработку новой модели танка. Один из вариантов модернизации БТ-2, созданный при помощи ведущего инженера Н. Гуленко, получил название Д-38. В январе 1932 года появился первый опытный экземпляр данного танка.

## Описание

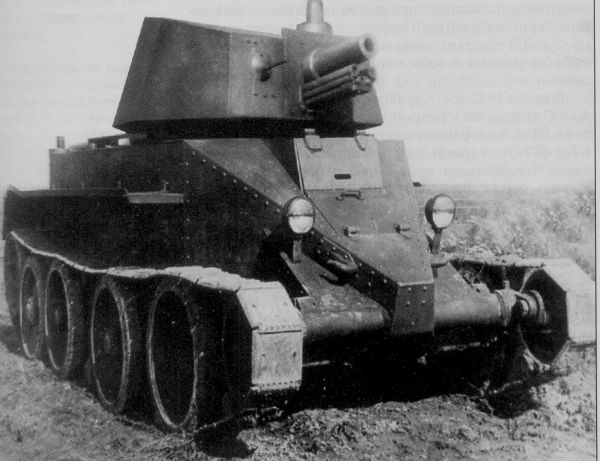
Д-38 прототип

Корпус доработан для установки башни двух типов: сварной (из плоских броневых листов) и куполообразной (штампованной). Гусеницы для ходовой части заимствованы от танка Кристи M1930, который проходил испытания в СССР. Вскоре спроектирована башня, куда можно было установить орудие «Гарфорд» калибра 76,2 мм (оно ставилось на пушечные бронеавтомобили периода ПМВ), но после нескольких консультации пушку решили заменить на современное орудие ПС-3 без бронирования (так обозначалась опытная 76-мм пушка Сячинтова). Пушка ставилась в цапфах на станине, приваренной к башне, что давало угол возвышения до 25°. Подъёмный механизм сохранили от полковой пушки, а для ведения прицельной стрельбы использовали телескопический танковый прицел образца 1930 года, устанавливаемый рядом с орудием в специальном вырезе в броне. Для борьбы с живой силой противника справа от орудия расположили пулемёт ДТ. Боекомплект из 50 выстрелов к пушке и 2700 патронов к пулемету.

## Испытания и итоги

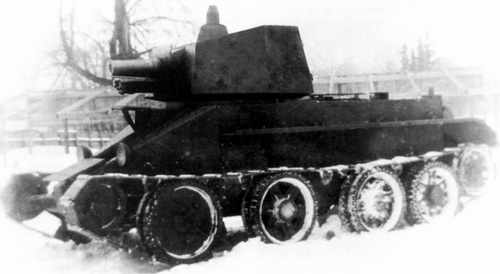
Д-38 прототип

Испытания заключались в проверке башни и орудия ПС-3 на танке БТ-2. 25 марта 1932 прошли боевые испытания стрельбы. 41 выстрел сделан при закреплённом направлении башни, ещё 9 при незакреплённой башне. По итогам испытания установку орудия на БТ признали возможной, но конструктивные особенности танка Д-38 привели к тому, что от него отказались. Только в 1936 году идею Дыренкова осуществили, приняв на вооружение танк БТ-7А.